# إيان لوتشهيد
إيان لوتشهيد (بالإنجليزية: Ian Lochhead)‏ هو مدرب كرة قدم ولاعب كرة قدم بريطاني في مركز الهجوم، ولد في 26 سبتمبر 1939، وتوفي في 3 نوفمبر 2004. لعب مع نادي دمبرتون ونادي سلتيك.